# Nand Buyl
Nand Buyl est un acteur belge né le 12 février 1923 à Anvers et mort le 24 mars 2009 à Bruxelles.

## Filmographie partielle

### Au cinéma
- 1934 : Filasse (De witte) de Jan Vanderheyden
- 1939 : Janssens tegen Peeters de Jan Vanderheyden
- 1941 : Een aardig geval d'Edith Kiel
- 1955 : L'amour est quelque part... en Belgique de Gaston Schoukens
- 2001 : Pauline et Paulette de Lieven Debrauwer
- 2003 : Joséphine de Joël Vanhoebrouck
- 2006 : Quand la mer monte... de Yolande Moreau et Gilles Porte
- 2006 : Vidange perdue de Geoffrey Enthoven

### À la télévision
- 1955-1963 : Schipper naast Mathilde
- 1967 : A souffert sous Ponce Pilate (Heeft geleden onder Pontius Pilatus) : Pontius Pilatus (téléfilm)